# Rob Epstein
Rob Epstein (* 6. dubna 1955 v New Jersey) je americký režisér, producent, scenárista a střihač. Je držitelem dvou Oscarů v kategorii nejlepší celovečerní dokumentární film, a to za snímky The Times of Harvey Milk (1984) a Common Threads: Stories from the Quilt (1989).

## Filmografie
- Word is Out: Stories of Some of Our Lives – režisér (1978)
- The Times of Harvey Milk – režisér, producent, střihač (1984)
- The AIDS Show – režisér, producent (1986)
- Common Threads: Stories from the Quilt – režisér, producent, scenárista (1989)
- Where Are We? Our Trip Through America – režisér, producent (1989)
- 4% filmová tajemství – režisér, producent, scenárista (1995)
- Paragraf 175 – režisér, producent (2000)
- Underground Zero (pasáž „Isaiah's Rap“) – režisér (2002)
- Crime & Punishment (televizní seriál) – režisér, producent (2002)
- An Evening with Eddie Gomez – režisér (2005)
- 10 Days That Unexpectedly Changed America: Gold Rush (televizní seriál) – režisér (2006)
- Kvílení – režisér, scenárista (2010)
- Lovelace – režisér (2013)